# Kyneria utuadae
Kyneria utuadae är en fjärilsart som beskrevs av William Schaus 1940. Kyneria utuadae ingår i släktet Kyneria och familjen nattflyn. Inga underarter finns listade i Catalogue of Life.